# Canal de potássio

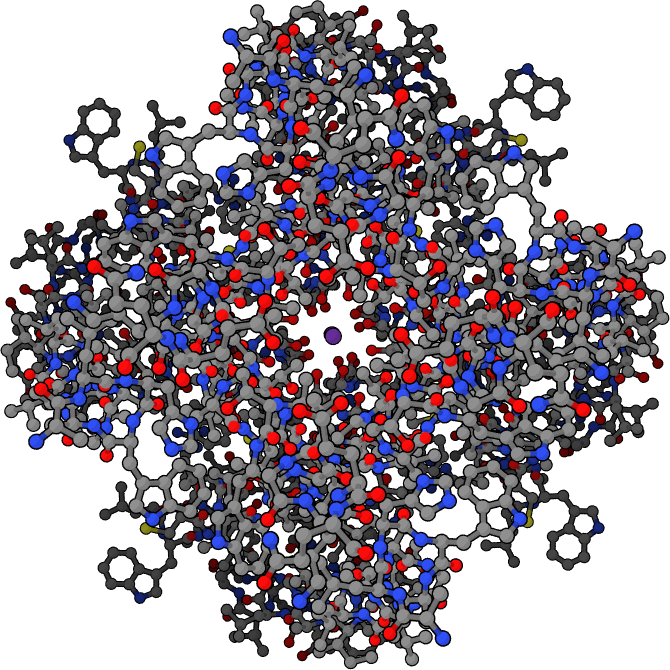
Vista de topo de um canal de potássio

Em biologia celular, os canais de potássio são o tipo de canal iónico mais amplamente distribuídos e encontrados em virtualmente todos os organismos vivos.
Eles formam poros selectivos a potássio que atravessam a membrana celular. Os canais de potássio são encontrados na maioria de tipos de células e controlam uma grande variedade de funções celulares.

## Estrutura
Os canais de potássio possuem uma estrutura tetramérica, na qual quatro subunidades proteicas idênticas se associam para formar um complexo que se organiza à volta de um poro central condutor de iões. Alternativamente, quatro subunidades proteicas relacionadas mas não idênticas podem se associar para formar complexos heterotetraméricos, com pseudo-simetria C4.
Existem mais de 80 genes de mamíferos que codificam subunidades do canal de potássio. No entanto, canais de potássio encontrados em bactérias são dos mais estudados canais, em termos da sua estrutura molecular. Usando cristalografia de raios X, uma profunda percepção tem sido ganha acerca de como os iões de potássio passam através destes canais e a razão de os iões de sódio, mais pequenos, não passam. O Nobel de Química de 2003, foi entregue a Rod MacKinnon devido ao seu trabalho pioneiro nesta área.